# Zyprische Badminton-Juniorenmeisterschaft
Zyprische Badminton-Juniorenmeisterschaften werden seit 1992 ausgetragen. Die Erwachsenen starteten bereits zwei Jahre eher, während es internationale Meisterschaften von Zypern schon seit 1987 gibt. Mannschaftstitelkämpfe werden ebenfalls seit 1990 ausgetragen.

## Die Juniorenmeister
| Saison | Herreneinzel              | Dameneinzel          | Herrendoppel                                    | Damendoppel                                | Mixed                                        |
| ------ | ------------------------- | -------------------- | ----------------------------------------------- | ------------------------------------------ | -------------------------------------------- |
| 1992   | Antonis C. Lazarou        | Christina Christofia | Antonis C. Lazarou Phivos Kinigos               | Christina Christofia Sophia Maroudia       | Antonis C. Lazarou Sophia Maroudia           |
| 1993   | Antonis C. Lazarou        | Christina Christofia | Antonis C. Lazarou Evandros Votsis              | Christina Christofia Sophia Maroudia       | Antonis C. Lazarou Sophia Maroudia           |
| 1994   | Antonis C. Lazarou        | Sophia Maroudia      | Antonis C. Lazarou Evandros Votsis              | Christina Christofia Sophia Maroudia       | Antonis C. Lazarou Sophia Maroudia           |
| 1995   | Evandros Votsis           | Christina Christofia | Evandros Votsis Yiannis Costoudes               | Christina Christofia Andrea Neofytou       | Evandros Votsis Dina Drakou                  |
| 1996   | George Papasozomenos      | Diana Drakou         | George Papasozomenos Kyriacos Christodoulis     | Diana Drakou Evi Kyprianou                 | Kyriacos Christodoulides Diana Drakou        |
| 1997   | Costas Drakos             | Diana Drakou         | George Papasozomenos Kyriacos Christodoulis     | Diana Drakou Evi Kyprianou                 | George Papasozomenos Evi Kyprianou           |
| 1998   | George Papasozomenos      | Evi Kyprianou        | George Papasozomenos Kyriakos Christodoulis     | Niki Constantinou Evi Kyprianou            | George Papasozomenos Evi Kyprianou           |
| 1999   | Constantinos Constantinou | Maria Ioannou        | Alkis Marangos Charis Charalambous              | Maria Ioannou Demetra Hadjiyiangou         | Constantinos Constantinou Evi Kyprianou      |
| 2000   | Charis Charalambous       | Maria Ioannou        | Nicolas Panayiotou Demetris Kyprianou           | Evi Kyprianou Marina Demosthenous          | Nicolas Panayiotou Maria Ioannou             |
| 2001   | Charis Charalambous       | Maria Ioannou        | Charis Charalambous Constantinos Constantinou   | Maria Ioannou Demetra Hadjiyiangou         | Charis Charalambous Maria Ioannou            |
| 2002   | Demetris Kyprianou        | Maria Ioannou        | Demetris Kyprianou Constantinos Constantinou    | Marina Demosthenous Panagiota Demosthenous | Charis Charalambous Maria Ioannou            |
| 2003   | Charis Charalambous       | Maria Ioannou        | Demetris Kyprianou Vasilis Vasou                | Maria Ioannou Dometia Ioannou              | Charis Charalambous Maria Ioannou            |
| 2004   | Thomas Anastasiades       | Maria Ioannou        | Charis Charalambous Giannis Sofocleous          | Maria Ioannou Dometia Ioannou              | Charis Charalambous Maria Ioannou            |
| 2005   | Vasilis Vasou             | Dometia Ioannou      | Thomas Anastasiades Yiannis Sofocleous          | Dometia Ioannou Linda Michael              | Savvas Hadjiyiangou Dometia Ioannou          |
| 2006   | Vasilis Vasou             | Katerina Pissis      | Christos Nicolaides Christodoulos Christodoulou | Alexia Chrysostomou Katerina Pissis        | Giannis Sofocleous Linda Michael             |
| 2007   | Christos Nicolaides       | Stella Knekna        | Christos Nicolaides Christodoulos Christodoulou | Stella Knekna Linda Michael                | Vasilis Vasou Katerina Pissis                |
| 2008   | Andreas Frankou           | Stella Knekna        | Andreas Petrou Nicolas Efstathiou               | Maria Avraamidou Emily Avraamidou          | George Antoniades Afrodite Christodoulou     |
| 2009   | George Nicolaou           | Stella Knekna        | Nicolas Efstathiou George Nicolaou              | Maria Avraamidou Emily Avraamidou          | George Antoniou Stella Knekna                |
| 2010   | Andreas Fragkou           | Maria Avraamidou     | Nicolas Efstathiou George Nicolaou              | Maria Avraamidou Stella Knekna             | George Antoniou Stella Knekna                |
| 2011   | Andreas Fragkou           | Stella Knekna        | Nicolas Efstathiou Savvas Kazantzis             | Maria Avraamidou Stella Knekna             | George Antoniou Stella Knekna                |
| 2012   | George Nicolaou           | Stephanie Pinhary    | George Antonio George Nicolaou                  | Maria Avraamidou Antria Chrysostoumou      | George Nicolaou Maria Avraamidou             |
| 2013   | George Nicolaou           | Eleni Christodoulou  | Elias Nicolaou George Nicolaou                  | Eleni Christodoulou Stephanie Pinhary      | George Nicolaou Eleni Christodoulou          |
| 2014   | Elias Nicolaou            | Stephanie Pinhary    | Elias Nicolaou Kyriacos Pissis                  | Eleni Christodoulou Stephanie Pinhary      | Elias Nicolaou Eleni Christodoulou           |
| 2015   | Elias Nicolaou            | Eleni Christodoulou  | Philippos Kneknas Christos Temereas             | Eleni Christodoulou Stephanie Pinhary      | Elias Nicolaou Eleni Christodoulou           |
| 2016   | Orestis Pissis            | Eleni Christodoulou  | Antonis Antoniou Andreas Ioannou                | Eleni Christodoulou Anastasia Zintsidou    | Orestis Pissis Ioanna Pissi                  |
| 2017   | Antonis Antoniou          | Eleni Christodoulou  | Orestis Pissis Christos Michael                 | Eleni Christodoulou Anastasia Zintsidou    | Orestis Pissis Ioanna Pissi                  |
| 2018   | Orestis Pissis            | Anastasia Zintsidou  | George Erotokritou Savvas Hadjipantelis         | Ioanna Pissi Anastasia Zintsidou           | George Erotokritou Anastasia Zintsidou       |
| 2019   | Christos Hailis           | Eva Kattirtzi        | Iakovos Acheriotis Aris Kattirtzi               | Eva Kattirtzi Ioanna Pissi                 | Orestis Pissis Ioanna Pissi                  |
| 2021   | Iakovos Acheriotis        | Chara Michael        | Constantinos Hadjigeorgiou Aris Kattirtzi       | Eva Kattirtzi Chara Michael                | Iakovos Acheriotis Chara Michael             |
| 2022   | Nicolas Kokosis           | Chara Michael        | Nicolas Kokosis Panayiotis Adamou               | Efi Zanou Chara Michael                    | Nicolas Kokosis Maria Eleni Aristopoulou     |
| 2023   | Nicolas Kokosis           | Ailian Xia           | Nicolas Kokosis Panayiotis Adamou               | Eleni Charalambous Sofia Ioannou           | Konstantinos Giannopoulos Eleni Charalambous |
| 2024   | Savvas Savvides           | Ailian Xia           | Christos Georgiou Konstantinos Giannopoulos     | Varvara Architektonidou Efie Zanou         | Konstantinos Giannopoulos Sofia Ioannou      |